# Сельское поселение Джейрах
Се́льское поселе́ние Джейрах — муниципальное образование в Джейрахском районе Ингушетии Российской Федерации.
Административный центр — село Джейрах.

## История
Статус и границы сельского поселения установлены Законом Республики Ингушетия от 23 февраля 2009 года № 5-рз «Об установлении границ муниципальных образований Республики Ингушетия и наделении их статусом сельского поселения, муниципального района и городского округа»

## Население
| 2010  | 2012  | 2013  | 2014  | 2015  | 2016  | 2017  |
| ----- | ----- | ----- | ----- | ----- | ----- | ----- |
| 1666  | ↗1812 | ↘1715 | ↗1861 | ↗1911 | ↗1939 | ↗1960 |
| 2018  | 2019  | 2020  | 2021  | 2023  | 2024  | 2025  |
| ↗1995 | ↗2036 | ↗2111 | ↗2260 | ↗2434 | ↗2554 | ↗2637 |

## Состав сельского поселения
| № | Населённый пункт | Тип населённого пункта       | Население |
| - | ---------------- | ---------------------------- | --------- |
| 1 | Армхи            | село                         | ↗287      |
| 2 | Горбани          | село                         | ↗1        |
| 3 | Джейрах          | село, административный центр | ↗2216     |
| 4 | Пхьмат           | село                         | 0         |
| 5 | Тамариани        | село                         | ↗48       |
| 6 | Фуртоуг          | село                         | ↗2        |